# میردر
میردر (به هلندی: Middenmeer) یک منطقهٔ مسکونی در هلند است که در هولاندس کرون واقع شده‌است. میردر ۳٬۱۶۳ نفر جمعیت دارد.